# Banco de la Nación - Centro de Convenciones
La Banco de la Nación - Centro de Convenciones ou Torre Banco de la Nación est un gratte-ciel situé à Lima au Pérou. Il a été construit de 2013 à 2015 et mesure 140 mètres de hauteur. C'est le plus haut gratte-ciel de Lima et du Pérou.
Il abrite des bureaux du gouvernementaux et le siège social de la Banco De La Nación del  Peru sur 30 étages.
La surface de plancher de l'immeuble et de 66 539 m2.
L'immeuble a été conçu par Bernardo Fort-Brescia de l'agence américaine Arquitectonica.
Il a coûté 150 millions de $.